# 东联镇 (铜陵市)
东联乡，是中华人民共和国安徽省铜陵市义安区下辖的一个乡镇级行政单位。

## 行政区划
东联乡下辖以下地区：
毛桥村、莲西村、莲湖村、水浒村、合兴村、玉楼村、联合村、复兴村、永丰村、新河村、长河村、东埂村、西埂村、郎丰村和墩上村。